# Lindstedt
Lindstedt è una frazione (Ortsteil) del comune tedesco di Gardelegen, situato nel circondario di Altmark Salzwedel, nel land della Sassonia-Anhalt.
Fino al 31 dicembre 2010 era un comune autonomo.
La prima menzione ufficiale risale al 1329 in cui viene citata come "Stätte der Linden" (luogo dei tigli), da cui poi deriva il nome attuale. 
Centro residenziale, vi si trova un'antica croce della conciliazione in pietra e un ex-miniera di carbone.